# Лемон Ков (Калифорнија)
Лемон Ков (енгл. Lemon Cove) насељено је место без административног статуса у америчкој савезној држави Калифорнија.

## Демографија
По попису из 2010. године број становника је 308, што је 10 (3,4%) становника више него 2000. године.
| Група             | 2000.       | 2010.       |
| Белци             | 243 (81,5%) | 210 (68,2%) |
| Афроамериканци    | 2 (0,7%)    | 0 (0,0%)    |
| Азијати           | 6 (2,0%)    | 3 (1,0%)    |
| Хиспаноамериканци | 36 (12,1%)  | 76 (24,7%)  |
| Укупно            | 298         | 308         |